# Brotte-lès-Luxeuil
Brotte-lès-Luxeuil is een gemeente in het Franse departement Haute-Saône (regio Bourgogne-Franche-Comté) en telt 216 inwoners (2011). De plaats maakt deel uit van het arrondissement Lure.

## Geografie
De oppervlakte van Brotte-lès-Luxeuil bedraagt 6,9 km², de bevolkingsdichtheid is 31,3 inwoners per km².
De onderstaande kaart toont de ligging van Brotte-lès-Luxeuil met de belangrijkste infrastructuur en aangrenzende gemeenten.

## Demografie
Onderstaande figuur toont het verloop van het inwonertal (bron: INSEE-tellingen).